# I Wanna Dance with Somebody
I Wanna Dance with Somebody је амерички биографски филм који се темељи на животу и каријери америчке поп певачице Витни Хјустон. Режију потписује Кејси Лемонс, по сценарију Ентонија Макартена. Главне улоге глуме: Наоми Аки, Стенли Тучи, Ештон Сандерс, Тамара Тјуни, Нафеса Вилијамс и Кларк Питерс.
Приказивање у биоскопима је почело 21. децембра 2022. године у САД, односно 22. децембра у Србији. Добио је помешане рецензије критичара.

## Премиса
Приказује живот и каријеру поп певачице Витни Хјустон.

## Улоге
| Глумац                  | Улога               |
| ----------------------- | ------------------- |
| Наоми Аки               | Витни Хјустон       |
| Стенли Тучи             | Клајв Дејвис        |
| Ештон Сандерс           | Боби Браун          |
| Тамара Тјуни            | Сиси Хјустон        |
| Нафеса Вилијамс         | Робин Крофорд       |
| Кларк Питерс            | Џон Хјустон         |
| Брија Данијела Синглтон | Боби Кристина Браун |